# 메리다고지대나무타기쥐
메리다고지대나무타기쥐(Rhipidomys venustus)는 비단털쥐과에 속하는 설치류이다. 베네수엘라의 토착종이다.